# Adler (Schiff, 1859)
Die Adler war als Fährdampfer Alina 1859 mit der Baunummer 44 in der Reiherstiegwerft in Hamburg für die Reederei J. P. Parrau (Hamburg) vom Stapel gelaufen.
1861 erfolgte der Umbau zu einem Dampfschlepper. Die Alina wurde Anfang Dezember 1862 an die Reederei G. F. Schenk (Hamburg) verkauft und kam dann ab 8. März 1865 nun als Adler bei der Reederei E. H. Justus (Hamburg) zum Einsatz.
Am 23. Juli 1870 wurde das Schiff als Hilfsdampfer für Torpedozwecke (auch als Torpedodampfer bezeichnet) von der Kaiserlichen Marine angekauft und der Marinestation der Ostsee zugewiesen.
Bei der Überführung über die Elbe kam es am gleichen Tag der Indienststellung der Adler bei Nienstedten gegen Mitternacht zu einer Kollision mit dem britischen Frachtdampfer Brigadier. Drei Menschen starben und die Adler sank. Am 1. August 1870 wurde das Schiff gehoben und anschließend abgebrochen.
Das Schiff stellt einen Vorläufer der späteren Torpedoboote dar, die erst ab 1873 als Schiffstyp ausgewiesen wurden. Neben der Adler werden noch die St. Georg (1861), die Oscar (1866) und die Neuenfelde (1868) als Torpedodampfer bezeichnet.